# 会东两极虫
会东两极虫（学名：Myxidium huidongense）为两极科两极虫属的动物。在中国，分布于四川等，营寄生生活，寄生在短须裂腹鱼的胆囊。